# Municipio de Coatlán del Río
El municipio de Coatlán del Río es un municipio del estado de Morelos en México. Su cabecera es la localidad de Coatlán del Río. Colinda al norte con la localidad de Malinalco y el municipio de Miacatlán, al sur con los municipios de Tetecala y Amacuzac, al oriente con Tetecala y Miacatlán y al poniente con las localidades de Zumpahuacan y Pilcaya. Se compone de las siguientes localidades: Coatlán del Río (cabecera municipal), Cocoyotla, Chavarría, Tilancingo, Michapa, Colonia Morelos, Colonia Cuauhtémoc, Colonia el Cerrito, Apancingo, Colonia Benito Juárez, San Antonio, Buenavista de Aldama, Tezoquipa, el Axixintle, el Canelillo, Cuernavaquita, los Pósitos,el Amate y San José.

## Etimología
Coatlán del Río es una combinación de vocablos nahuas y castellanos.
La palabra Coatlán viene del náhuatl koatlan, la cual se compone de dos vocablos: koatl, que quiere decir "serpiente" y tlan, que significa "abundancia", por tanto Coatlán significa Lugar donde abundan las serpientes.

## Historia
El primer asentamiento en la zona fue establecido por los Toltecas en 1509. Durante la colonia el territorio se convirtió en la Encomienda del conquistador Juan Zermeño. Coatlán del Río fue establecido como municipio el 22 de mayo de 1862, la extensión del municipio representa el 2.06% de la superficie total del estado.

## Demografía

### Localidades
En el censo de 2020 el municipio de Coatlán del Río contaba con 19 localidades.
| Código INEGI    | Localidad            | Población (2020) |
| --------------- | -------------------- | ---------------- |
| 170050001       | Coatlán del Río      | 1 907            |
| 170050005       | Cocoyotla            | 1 333            |
| 170050009       | Michapa              | 1 127            |
| 170050008       | Chavarría            | 990              |
| 170050010       | Tilancingo           | 898              |
| 170050029       | Cefereso Número 16   | 833              |
| 170050007       | Colonia Morelos      | 566              |
| 170050002       | Apancingo            | 546              |
| 170050006       | Colonia Cuauhtémoc   | 509              |
| 170050018       | San Antonio          | 343              |
| 170050003       | Benito Juárez        | 333              |
| 170050012       | El Axixintle         | 253              |
| 170050004       | Buenavista de Aldama | 248              |
| 170050014       | El Canelillo         | 200              |
| 170050023       | Puente el Arenal     | 165              |
| 170050019       | Tezoquipa            | 128              |
| 170050020       | Colonia San José     | 50               |
| 170050011       | Cuernavaquita        | 46               |
| 170050027       | El Amate             | 45               |
| Total municipal | Total municipal      | 10 520           |

## Cultura

### Fiestas
La más tradicional es la feria de los reyes magos el día 6 de enero, iniciando el día primero con una tradicional mojiganga.
Al igual que la anterior fiesta que ya es tradicional en el municipio, también se encuentran las religiosas, con las cuales se da tributo a "Padre Jesús" conmemorando la devoción y fe de todos los habitantes del municipio, esta fiesta inicia en Semana Santa.
Continuando con las fiestas patrias iniciando el 15 de septiembre con el ya tradicional "Grito de Independencia", dado por el presidente Municipal en función y coronación de la reina de las fiestas patrias, el 16 de septiembre se conmemora la independencia con un colorido desfile cívico en donde participa el cabildo municipal y administrativos del mismo ayuntamiento, preescolares, primarias y secundarias.